# Arrondissement Lodève
Arrondissement Lodève (fr. Arrondissement de Lodève) je správní územní jednotka ležící v departementu Hérault a regionu Languedoc-Roussillon ve Francii. Člení se dále na 8 kantonů a 98 obcí.

## Kantony
- Aniane
- Le Caylar
- Clermont-l'Hérault
- Ganges
- Gignac
- Lodève
- Lunas
- Saint-Martin-de-Londres